# Muhlenbergia richardsonis
Muhlenbergie de Richardson
Espèce
La Muhlenbergie de Richardson, Muhlenbergia richardsonis (Trin.) Rydb., est une espèce de plantes herbacées de la famille des Poaceae.